# Achenheim
Achenheim is een gemeente in het Franse departement Bas-Rhin (regio Grand Est). De gemeente telde 2.570 inwoners op 1 januari 2022.
De plaats maakt deel uit van het kanton Lingolsheim in het arrondissement Strasbourg. Tot 1 januari 2015 was het deel van het kanton Mundolsheim in het arrondissement Strasbourg-Campagne, die op die dag werden opgeheven.

## Geografie
De oppervlakte van Achenheim bedroeg op 1 januari 2022 6,03 vierkante kilometer; de bevolkingsdichtheid was toen 426,2 inwoners per km². 

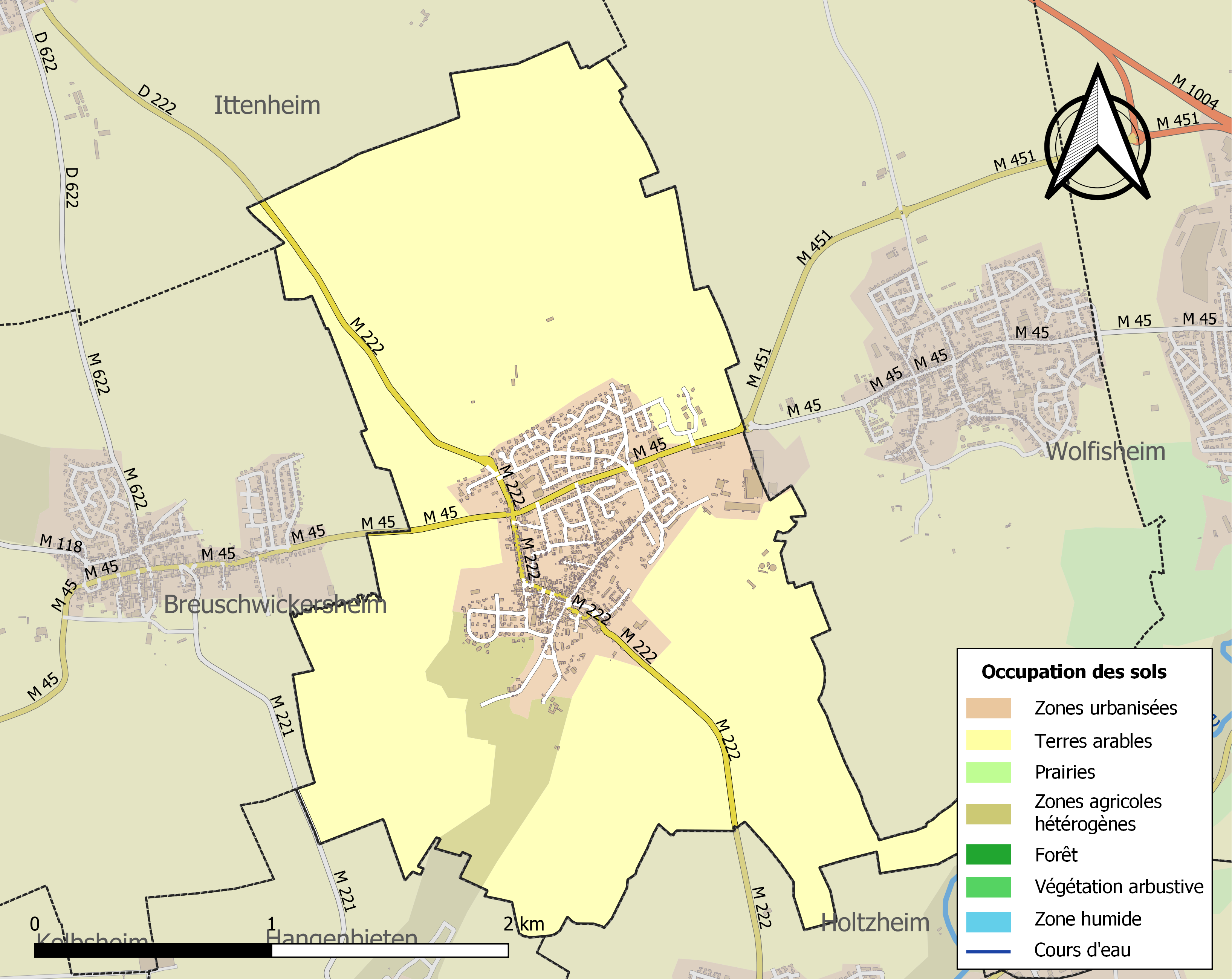
Kaart van de gemeente met de belangrijkste infrastructuur, bodemgebruik en omliggende gemeenten

## Demografie
Onderstaande figuur toont het verloop van het inwonertal (bron: INSEE-tellingen).